# Великий Віз

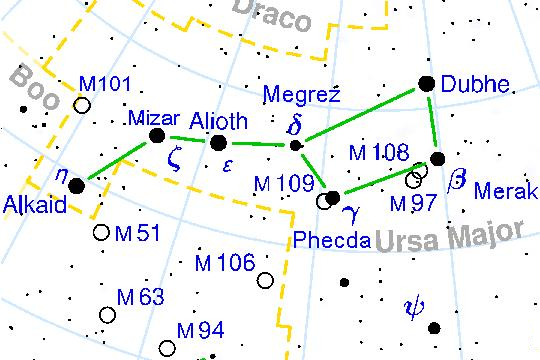
Великий Віз у Великій Ведмедиці

Карта всього сузір'я Велика Ведмедиця

Приблизне переміщення зірок «Великого Ковша» в 4D форматі протягом 150 000 років. (Для перегляду цієї картини вам потрібні 3D окуляри (червоно-зелені або червоно-сині).)

Вели́кий Віз (також просто Віз або Вели́кий Ківш) — астеризм із 7 найяскравіших зір у сузір'ї Велика Ведмедиця, що утворюють фігуру, яка нагадує віз або ківш. Він є однією з найбільш упізнаваних груп зір на північному небі й у багатьох народів відігравав значну культурну роль.
Великий Віз не тотожний сузір'ю Велика Ведмедиця, а є лише її частиною. Він утворює хвіст і задню частину тулуба ведмедиці, тоді як інші, тьмяніші зорі утворюють голову ведмедиці (праворуч від воза) і її лапи (під возом). Міжнародний астрономічний союз визнає сузір'ям саме Велику Ведмедицю, позаяк Великий Віз не має офіційного статусу і є просто легковпізнаваною групою зір — астеризмом.
П'ять із семи зір Великого Воза розташовані на приблизно однаковій відстані від Землі й належать до рухомої групи Великої Ведмедиці.
Любителі астрономії широко використовують Великий Віз для знаходження інших зір. Зокрема, продовживши уявну лінію через дві передні зорі Великого Воза, Мерак (β) і Дубхе (α), можна знайти Полярну зорю.

## Головні зорі
Зорі Великого Воза мають позначення Баєра в послідовності грецького алфавіту в порядку від чаші до ручки.
| Назва   | Позначення Баєра | Видима зоряна величина | Відстань (св. рік) |
| ------- | ---------------- | ---------------------- | ------------------ |
| Дубхе   | α UMa            | 1,8                    | 124                |
| Мерак   | β UMa            | 2,4                    | 79                 |
| Фекда   | γ UMa            | 2,4                    | 84                 |
| Мегрез  | δ UMa            | 3,3                    | 81                 |
| Аліот   | ε UMa            | 1,8                    | 81                 |
| Міцар   | ζ UMa            | 2,1                    | 78                 |
| Алькайд | η UMa            | 1,9                    | 101                |

Поблизу Міцара, приблизно за один світловий рік за ним, розташована зоря Алькор (80 UMa). Алькор має 4-ту зоряну величину, і його було б відносно легко побачити неозброєним оком, але його близькість до Міцара ускладнює його визначення, тому він слугував традиційним тестом зору. Сам Міцар складається з чотирьох компонентів, є частиною оптично-подвійної системи, першою відкритою телескопічною подвійною системою (1617) і першою відкритою спектроскопічною подвійною системою (1889).
П'ять зір Великої Ведмедиці є основою рухомої групи Великої Ведмедиці. Дві крайні зорі, Дубхе й Алькайд, не належать до цієї групи. Вони розташовані на більшій відстані і рухаються в протилежному напрямку — униз і вправо на карті. Цей взаємний рух зір у наступні тисячоліття змінить форму ковша: чаша поступово відкриватиметься, а ручка стане більш зігнутою.

## Використання для орієнтації серед зір

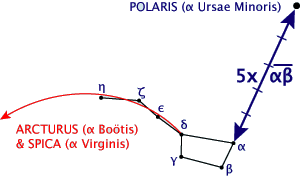
Використання Великого Возу для знаходження Арктура, Спіки та Полярної зорі

Зорі у Великій Ведмедиці не тільки легко знайти, їх також можна використовувати як орієнтири для знаходження інших зір. Часто саме вони використовуються як відправна точка для ознайомлення початківців з нічним небом північної півкулі:
- Полярну зорю можна знайти, провівши відрізок від Мерака (β) до Дубхе (α), а потім відклавши його п'ять разів уздовж продовження тієї ж прямої.
- Продовження лінії від Мегреза (δ) до Фекди (γ) на внутрішній стороні чаші веде до Регула (α Лева) та Альфарда (α Гідри). Іноді любителі астрономії запам'ятовують це, уявляючи, як вода з ковша ллється на спину лева.
- Подовження лінії від Фекди (γ) до Мегреза (δ) веде до Тубану (α Дракона), який був полярною зорею 4000 років тому.
- Лінія вздовж верхньої частини возу від Мегреза (δ) до Дубхе (α) веде в напрямку Капели (α Візничого).
- Кастор (α Близнят) досягається шляхом проведення діагональної лінії від Мегреза (δ) до Мерака (β), а потім продовження її на приблизно п'ятикратну відстань.
- Продовжуючи рух вздовж кривої ручки від Аліота (ε) до Міцара (ζ) і Алкайда (η), можна досягти Арктура (α Волопаса) і Спіки (α Діви). Це запам'ятовують як «арку до Арктура».

Крім того, Великий Віз можна використовувати як орієнтир для телескопічних об'єктів:
- Приблизне розташування Hubble Deep Field можна знайти, пройшовши лінію від Фекди (γ) до Мегреза (δ) і продовживши рух на таку саму відстань.
- Перетин чаші ковша по діагоналі від Фекди (γ) до Дубхе (α) і далі на таку є відстань приводить до яскравої пари галактик M81 і M82.
- Дві вражаючі спіральні галактики оточують Алкаїд (η): Цівочне Колесо (M101) на півночі та Вир (M51) на півдні.

## У культурі

Великий Віз під час полярного сяйва в Україні.

«Сім зір», які згадуються в біблійній Книзі Амоса, можуть стосуватися Великого Воза або, більш імовірно, Стожарів.
Великий Віз зображений на прапорі Аляски і прапорі ірландських націоналістів Зоряний Плуг, він використовувався на гербі і прапорі невизнаної Республіки Фіуме. Сім зір на гербі Мадрида та на прапорі автономної спільноти Мадрид символізують зорі Великого Воза.
Вважається, що про Великий Віз йдеться в афроамериканській народній пісні Follow the Drinkin' Gourd, уперше опублікованій в 1928 році. Згідно з фольклором, американські раби-втікачі з рабовласницьких південних штатів використовували Велику Ведмедицю («Drinkin' Gourd») як орієнтир, щоб йти на північ, у вільні штати.
У Сполучених Штатах існують кілька версій дитячого оповідання про походження астеризму, згідно з яким Великий Ківш виник із ковша, у якому спрагла дівчинка несла воду і, замість того, щоб випити її сама, напувала нею інших. Версія цієї історії, взята з пацифістського журналу «Вісник миру» була перекладена російською мовою і включена до збірки Льва Толстого «Коло читання».
|                                                |
| Зоряний Плуг, прапор ірландських націоналістів |

|               |
| Прапор Аляски |

|                                               |
| Прапор колишньої невизнаної Республіки Фіуме. |

|                         |
| Історичний герб Мадрида |